# Čikola
Čikola este o arie protejată (sit de importanță comunitară — SCI) din Croația întinsă pe o suprafață de 495,08 ha, integral pe uscat.

## Localizare
Centrul sitului Čikola este situat la coordonatele 43°51′11″N 16°09′00″E / 43.853°N 16.15°E.

## Înființare
Situl Čikola a fost declarat sit de importanță comunitară în iulie 2013 pentru a proteja 2 specii de animale.

## Biodiversitate
Situată în ecoregiunea mediteraneană, aria protejată nu include niciun habitat protejat.
La baza desemnării sitului se află mai multe specii protejate de  pești (2): Aulopyge huegelii, Phoxinellus spp..
Pe lângă speciile protejate, pe teritoriul sitului au mai fost identificate 1 specie de pești.